# Školske novine
Školske novine su hrvatski tjednik za odgoj i obrazovanje.

## Povijest
Prvi broj Školskih novina izašao je 14. siječnja 1950. godine; u početku, kao dvotjednik, bile su glasilo  Pedagoško-književnog zbora i Zemaljskog odbora Sindikata prosvjetnih radnika Jugoslavije za Hrvatsku, a glavni i odgovorni urednik bio je Tone Peruško.

## Aktualno
Školske novine - kao stučni časopis - prate događaje, sudionike i procese na svim razinama odgojno-obrazovnog sustava, prvenstveno u Republici Hrvatskoj, ali i u inozemstvu; zahvaljujući širokom krugu suradnika, objavljuju stručne priloge o aktualnim pitanjima i postignućima u učenju i poučavanju, od ranog (predškolskog) odgoja do visokoškolskog obrazovanja.

Nakladnik tjednika je izdavačka kuća Školske novine d.o.o.

## Vanjske poveznice
- Mrežne stranice Školskih novina  Arhivirana inačica izvorne stranice od 22. travnja 2010. (Wayback Machine)